# Gmina Kampinos
Die Gmina Kampinos ist eine Landgemeinde im Powiat Warszawski Zachodni der Woiwodschaft Masowien in Polen. Ihr Sitz ist das gleichnamige Dorf mit etwa 750 Einwohnern. Es liegt im Nationalpark Kampinos.

## Gliederung
Zur Landgemeinde Kampinos gehören folgende 21 Ortschaften mit einem Schulzenamt:
Budki Żelazowskie
Gnatowice
Grabnik
Granica
Józefów
Kampinos
Kampinos A
Komorów
Kwiatkówek
Łazy
Pasikonie
Pindal
Podkampinos
Prusy
Skarbikowo
Strojec
Strzyżew
Szczytno
Wiejca
Wola Pasikońska
Zawady
Weitere Orte der Gemeinde sind Bieliny, Bromierzyk, Karolinów, Kirsztajnów, Koszówka, Ludwików, Łazy Leśne, Rzęszyce und Stare Gnatowice.